# Dème de Neápoli-Sykiés
Pour les articles homonymes, voir Neapoli.
Le dème de Neápoli-Sykiés (grec moderne : Δήμος Νεάπολης-Συκεών) est un dème situé dans l'aire urbaine de Thessalonique, dans la périphérie de Macédoine-Centrale en Grèce. Le dème actuel est issu de la fusion en 2011 entre les dèmes d'Ágios Pávlos, de Neápoli, de Péfka et de Sykiés.  Selon le recensement de 2011, le dème compte 84 741 habitants.